# Malur, Belur
Malur là một làng thuộc tehsil Belur, huyện Hassan, bang Karnataka, Ấn Độ.